# 公投護台灣聯盟
社團法人公投護台灣聯盟，簡稱公投盟、ART，是臺灣的社會運動團體，主張修正《公民投票法》降低公民投票門檻、廢除《集會遊行法》。2008年11月2日，由前台灣教授協會會長蔡丁貴發起，與有志一同在立法院門前靜坐抗議的各大社團合併成立，以「通過兩岸監督條例」、「促成立法委員選制合理化」及「修正鳥籠公投法」為成立時的短中長程目標。從2008年10月25日總召集人蔡丁貴教授靜坐開始算起，於立法院旁架設帳篷，並長期靜坐抗議，已近十年。
2018年3月6日，約有十名中國國民黨青年團成員到公投盟帳篷潑漆與持棍棒破壞。2018年3月23日，因臺北市建築管理工程處接獲民眾檢舉帳篷是違章建築，臺北市政府當天上午舉行治安會報時，臺北市市長柯文哲下令拆除帳篷。
公投盟於2019年9月7日在臺中市召開會員大會，進行中工作團隊換任交接，羅宜接任執行長，許哲榕接任副執行長。

## 簡介

### 成員
首任理事長兼總召集人：蔡丁貴
現任理事長兼總召集人：羅宜
副理事長：甘知沂、余能生
常務監事：林廷穎
執行長：

### 宣揚理念
- 補正鳥籠公投惡法
- 改革失衡立委選制
- 廢除集會遊行惡法
- 推翻中華民國流亡政府體制
- 台灣獨立建國[9]

## 參與社會運動

### 兩岸事務
- 2009年2月24日，公投護台灣聯盟成員到海基會下戰帖要求辯論，若官員畏懼辯論，將提高抗爭層次。[10]
- 2009年3月6日，公投護台灣聯盟昨則到陸委會向主委賴幸媛下戰帖，批評與中國簽定CECA是賣台行為。[11]
- 2009年12月20日，蔡丁貴率領公投護台灣聯盟硬闖管制區，被警方噴辣椒水。由於辣椒水是員警私自攜帶與規定不符，因此遭指控執法過當的員警事後被記小過懲處，同時調離整個江陳會活動現場。[12]
- 2010年7月5日，立院大門外則有公投護台灣聯盟等本土社團數十位民眾靜坐抗議，要求ECFA必須人民公投決定。[13]
- 2010年8月17日，公投護台灣聯盟總召蔡丁貴在立法院前脫得只剩內褲，訴求ECFA讓台灣「輸甲存一條內褲」。[14]
- 2010年12月19日，公投護台灣聯盟發出召集令，預定發動三百人以「如影隨形、化整為零」方式，向陳雲林抗議。[15]
- 2011年6月8日，公投護台灣聯盟到圓山飯店外抗議鄭立中來台，並撕掉中華民國與中國國旗的合成海報。[16]
- 2013年7月30日，「公投護台灣聯盟」昨包圍立院，並試圖翻牆闖入，群眾拉鐵門、拆欄杆，甚至爬樹，但都被警方攔阻。公投盟只好在立院外高喊「反服貿、要主權」，最後乾脆靜坐。警方舉牌警告後強制驅離，有抗議群眾身體不適倒地，但最後警方仍將抗議群眾都驅離到封鎖線外。 [17]

### 公投法修正
- 2013年8月2日，台灣環境保護聯盟、台灣國、人本教育基金會、台灣教授協會、原貌協會、公投護台灣聯盟、綠色公民行動聯盟、主婦聯盟、台灣社、台灣北社等團體以靜坐方式表達反對通過這項為核四續建背書的公投提案。他們高喊：「衝破鳥籠公投、立即停建核四！」要求國民黨若執意舉辦核四停建公投，應先核出核四工程品質現況檢驗報告、修正《公投法》降低門檻、公投主文也應正面表述。[18]

### 廢除集遊法
- 2009年6月2日，多個民間團體昨出面抗議修法是假報備制、真許可制，公投護台灣聯盟集結上百人在立院外高舉標語，要求馬英九總統將馬路還給人民，還有人激動想要衝進立院，被警察擋下。 [19]
- 2010年1月27日，蔡丁貴因主張廢除《集會遊行法》不斷上街頭抗議，遭檢警開罰新台幣七十八萬元，他用三輪車載運兩大箱硬幣到警局，數萬枚硬幣讓警方傻眼，經調來數幣機數了九小時才點完。[20]

### 獨立建國
- 2009年1月12日，蔡丁貴說，陳水扁新書《台灣的十字架》「重要的內容」就是：「要放棄中華民國體制，跳脫這樣的束縛！」
- 2012年10月10日，公投護台灣聯盟召集人蔡丁貴今天帶領約50人，扛著台灣獨立建國的大旗，在景福門前大喊「台灣獨立建國、台灣中國一邊一國」等訴求，由於該項抗議活動並未申請，警方舉牌警告後，抗議人士逐漸散去。[21]
- 2014年2月22日，公投護台灣聯盟兩百多人到台南市湯德章紀念公園，把尼龍繩套在孫文銅像頸部，十多人合力拉下銅像，之後聯盟總召蔡丁貴被警方依涉毀損公物罪查辦。[22]

### 聲援陳水扁總統
- 2009年6月24日，公投護台灣聯盟及台灣北社、台灣中社、台灣南社等挺扁團體昨召開記者會，呼籲大法官會議儘速對台北地方法院換扁案法官的釋憲案作出結果。蔡丁貴揚言，將在7月25日率大批民眾去台北地方法院迎接陳水扁，若法院不釋放陳水扁，他們絕對會讓承審法官蔡守訓回不了家。[23]。
- 2010年2月6日晚上，公投護台灣聯盟在立院外辦尾牙，他們也呼籲趕快釋放扁，讓扁回家過年。[24]
- 2010年11月9日，「台灣北社」、「公投護台灣聯盟」等本土社團昨晚在立法院旁舉辦首場「一邊一國大團結誓師大會」，訴求是釋放前總統陳水扁。[25]
- 2012年10月21日，在高雄市發動「全民抓狂、保台救扁」大遊行，要求馬政府立即釋放前總統陳水扁。沿途高喊「阿扁無罪、立即釋放」、「流亡政府、滾出台灣」！[26]
- 2012年11月3日，數10名民眾組成「台灣人救扁義勇軍」，將發動環島苦行救台灣，今天從台北榮總出發，預計在36天內，經基隆、宜蘭、花蓮、台東到屏東，再由西部沿路北上，12月8日回到台北凱達格蘭大道。[27]
- 2013年2月11日，副總統吳敦義到松山慈惠堂發送福袋，「公投護台灣聯盟」的民眾抗議，要求釋放前總統陳水扁，讓他回家過年，但被警方擋在山下，無法到慈惠堂表達訴求。[28]

### 抗議馬英九總統
- 2009年5月10日深夜，步行抵達苗栗縣。11日，在通霄、後龍及竹南3鎮遊行，並在竹南鎮慈裕宮演講，呼籲縣民踴躍參加民主進步黨517嗆馬保台大遊行，抗議馬政府執政1年的荒腔走板政績。[29]
- 2009年5月17日，蔡丁貴率領公投護台灣聯盟組成517嗆馬保台大遊行「獨立、建國、挺扁」第五大隊，04月22日從屏東出發，以行腳方式由南往北挺進，5月17日在台北會師[29]
- 2012年5月18日，於台北車站站前廣場，公投護台灣聯盟等舉辦「黑色司法，白色人權解放日」活動。[30]
- 2012年5月20日，由40多個本土社團組成的「拒馬保台行動聯盟」，率領近400名群眾占據台北市忠孝西路長達13小時之久。[31]
- 2012年8月26日，公投護台灣聯盟總召集人蔡丁貴到場發言表示，黨產的議題講了很多次，在這說也沒用，綠營立委應該要發動民眾抗議，用公民的力量，來克服人數不如國民黨的劣勢。[32]

### 其他
- 抗議開放美國牛肉進口：
  - 2009年12月11日，公投護台灣聯盟發動20多名民眾到立院外抗議，高喊「我要吃牛肉，不吃美國牛」、「不要被馬英九出賣」等口號，部分民眾嘴巴上貼有「健康」兩字的膠布，象徵不吃美牛的決心。聯盟執行總幹事張銘祐說，不要以為不吃美牛就沒事，藍綠立委應拒絕美國毒牛以任何形式進口。[33]
  - 2012年6月12日，抗議瘦肉精美牛，公投護台灣聯盟總召蔡丁貴、九○八台灣國運動總召王獻極等，下午在立法院大門口舉行記者會指出，進口毒牛是人民的事情，應該交付全民公投，而非由立院決定，且台北市已經宣布停班停課，立院今天下午若開會，將不符程序。[34]
- 地制法：2010年1月19日，公投護台灣聯盟代表綁布條、舉標語抗議修法。[35]
- 活動：
  - 2011年7月20日晚間在立法院前舉行「千日守夜」活動，總召集人蔡丁貴表示「在這第999天要感謝很多人，非暴力抗爭不是靠一人，而是要靠許多人的參與，雖然目的還沒有達成，但我們會繼續向前行！」[36]
- 2020年民進黨政府宣布開放萊豬進口，未見公投盟有反對抗爭活動，亦未表態反對。

## 相關事件

### 411包圍中正第一分局事件
- 2014年4月11日晚上，因臺北市政府警察局中正第一分局於當日清晨，強制驅離長期於立法院前集會的公投護台灣聯盟，並宣布「對於公投盟日後所申請之集會不予許可」，而引發群眾包圍台北市警局中正一分局的事件。[37]
- 2014年4月13日，中正一分局表示「公投護臺灣聯盟提出廢止集會申復，中正第一分局開會決議，違法占用立法院廣場行為已消失，准予集會許可」[38][39]。
- 公投護台灣聯盟召集人蔡丁貴表示，中正一分局長方仰寧犯的錯只有發出「永久取消公投盟路權」的公文。「我是跟他（方仰寧）講，你這樣的素質應該是台灣好警察典範，我考慮向未來新的總統推薦擔任警政署長的人選之一」，肯定警方辛勞，蔡丁貴把矛頭指向更高層，認為是馬英九、江宜樺下令把公投盟驅離立法院廣場。[40][41]

### 轉型正義抗爭事件
- 2014年台南市孙中山铜像破坏事件以繩索將孫文拉下，並稱其為中國國民黨黨父。
- 2016年蔡丁貴率眾約16名於228和平紀念日時至中正紀念堂內噴漆抗議，於館內展覽室內噴上「陳文成」等字樣及白色恐怖受害者名單，並在館內蔣介石半身像掛上「殺人兇手 何須緬懷」的掛牌。
- 2017年228事件70周年前夕蔡丁貴率成員及民眾至基隆車站企圖拉倒蔣介石銅像，但遭員警阻撓未果。隔天，蔡丁貴以「打倒威權圖騰」為號召，帶領民眾前往中正紀念堂意圖拉倒蔣介石銅像，但文化部長鄭麗君宣佈，在轉型修法沒完成前，往後每年228都休館一天。目的未遂的蔡丁貴一行人在自由廣場與統派民眾發生衝突，並且燒毀「車輪旗(中華民國國旗)」及蛋洗自由廣場牌樓，隨後前往228和平紀念公園繼續抗議。
- 2018年228事件71周年前夕，公投護台灣聯盟約120名成員在立法院旁濟南路帳篷區舉行「228追思、台獨建國晚會」，活動接近尾聲時，蔡丁貴和李嘉宇等人拿出3面國旗，並淋上汽油，點火焚燒國旗，中正一分局警員見狀，立即拿出小型滅火器撲滅火勢，並與群眾爆發推擠衝突，過程約10多分鐘，幸好無人受傷。隔天，蔡丁貴帶領民眾前往228和平紀念公園抗議，眾人數度高聲呼喊「台灣獨立建國萬歲」，表達台獨立場，下午4時許，蔡丁貴用竹子引火焚燒國旗，不過這次並未受到阻撓。直到國旗燒光殆盡後，眾人才步行離去。

### 違建帳篷遭拆除事件
公投護台灣聯盟從2008年10月24日開始長期在立法院旁搭設臨時帳篷，至今已經有9年半。經民眾檢舉，3月20日該臨時帳篷被台北市建管處貼上公文，表示臨時建物違法，必須拆除。自由台灣黨主席暨公投盟召集人蔡丁貴還為了阻擋拆除作業，率領支持者與黨工與警方發生激烈拉扯爆發衝突。2018年3月23日前兩天，台北市建管處接獲民眾檢舉，帳篷是違法臨時建物，因為等不到公投盟的展延申請，2018年3月23日建管處下午拆除，現場爆發嚴重肢體衝突，自由台灣黨主席暨公投盟召集人蔡丁貴說，帳篷被拆可能跟他要參選台北市長有關。

自由台灣黨主席暨公投盟召集人蔡丁貴說，可能因為自己宣布要參選台北市長，造成柯文哲心理壓力，所以拆掉競選總部，更公開酸說柯文哲「有大好的市政府大樓，還要拆小帳篷，這成什麼話？」
最終帳篷被拆，建管處表示因公投盟一直到了23日還沒有提出展延申請，依《台北市展演臨時性建築管理辦法》第7條規定，如有擅自搭建或逾期未拆者，接獲檢舉就會馬上進行拆除。

## 相關
- 蔡丁貴
- 羅宜
- 自由台灣黨
- 公民投票法
- 公投護台灣聯盟執行長羅宜之毒品交易犯罪事件相關判決 （页面存档备份，存于） 【裁判日期】民國 107 年 02 月 22 日
- 公投護台灣聯盟執行長羅宜之毒品交易犯罪事件相關判決 （页面存档备份，存于）  【裁判日期】民國 107 年 08 月 07 日

## 外部連結
- 公投護台灣聯盟 （页面存档备份，存于）
- 公投護台灣聯盟的Facebook專頁